# Naomi Siegmann

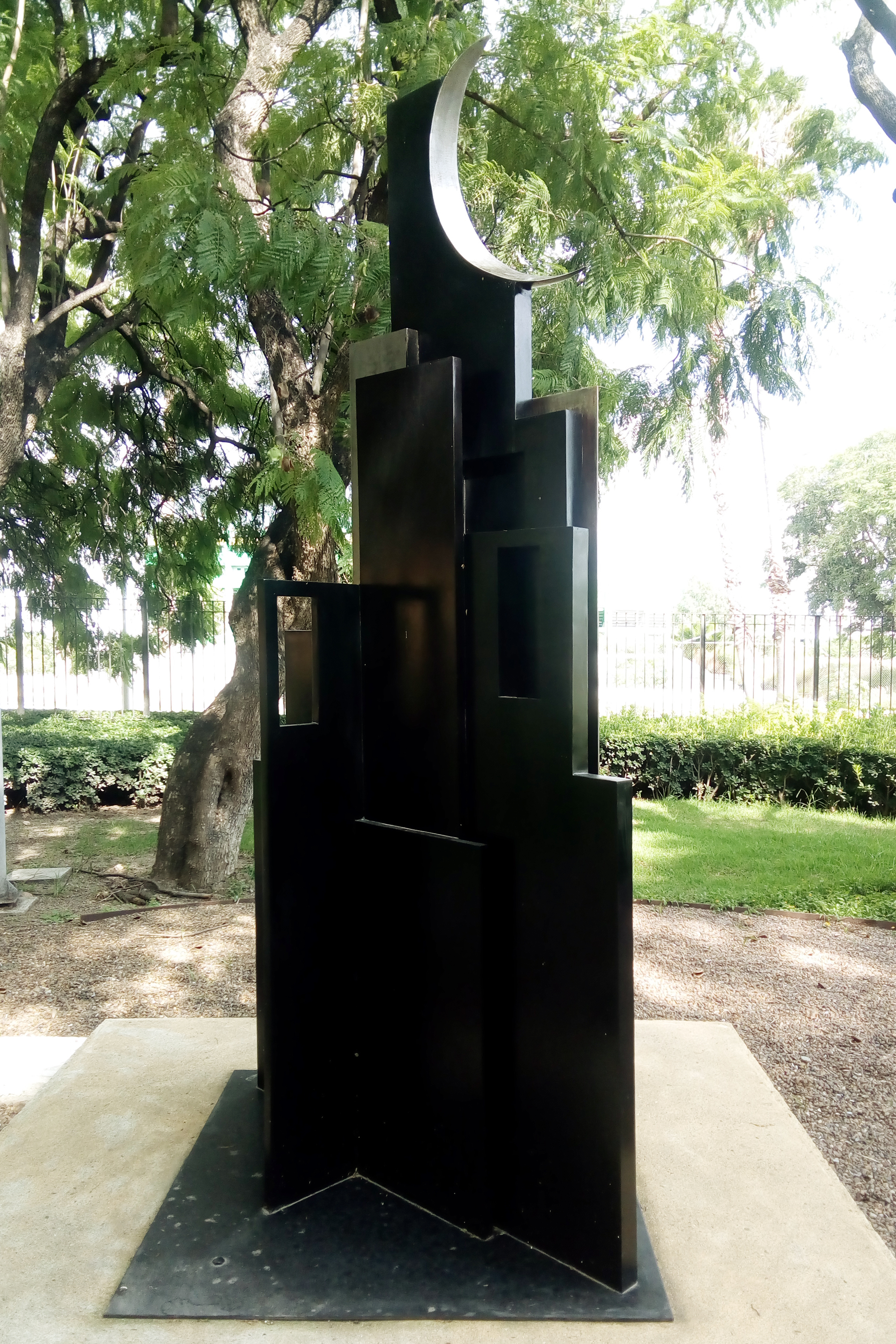
Ciudad de Noche, obra de Naomi Siegmann en Guanajuato.

Naomi Siegmann (Nueva York, Estados Unidos, 1933-Ciudad de México, 28 de febrero de 2018) fue una escultora y artista plástica estadounidense que desarrolló su carrera artística en México, conocida por la representación de objetos cotidianos fuera de sus contextos normales. Comenzó su carrera después de mudarse a México con su familia, aprendiendo a modelar en barro. Trabajó después con la talla en madera durante aproximadamente veinte años, antes de abordar otros materiales, incluyendo el reciclaje de algunos, en parte debido a sus preocupaciones ambientales. Durante su carrera, tuvo exposiciones individuales en México y los Estados Unidos, y también participación en exposiciones colectivas en esos mismos países y en Europa. recibió encargos para crear esculturas monumentales en México y los Estados Unidos. Por su trabajo fue afiliada al Salón de la Plástica Mexicana.

## Vida
Nació en Nueva York en 1933. En 1960 se mudó acompañando a su marido Henry Siegmann y con dos hijos pequeños a la pequeña ciudad de Santa Rosa de Múzquiz en Coahuila debido al trabajo de su esposo en el medio de la minería. Ella señaló que sentía la necesidad de realizar algo con sus propias manos, de modo que se acercó al modelado en barro de manera autodidacta, y después su hermana le enseñó los rudimentos de la talla en madera.
Tras una breve vuelta a Estados Unidos, su marido volvió a aceptar un contrato en la Ciudad de México por cinco años; esta vuelta al país significó su residencia definitiva en México. En esta etapa, que comenzó en 1960, inició sus estudios de escultura con Tosia Malamud. Más tarde la complementó con un taller con el escultor Enrique Miralda y viajes al este de África, Japón, Europa y América del Sur. Vivió y trabajó en México de manera permanente.
Murió el 28 de febrero de 2018 debido a complicaciones de neumonía. Unas cuantas semanas antes de su fallecimiento había padecido una caída y fractura de cadera de las que no pudo recuperarse debido a la deficiencia pulmonar.

## Carrera
Siegmann desarrolló su carrera fundamentalmente en México. Entre sus exposiciones individuales se encuentran las que realizó en el Centro Cultural Tamaulipas  (2013), el Centro Médico Siglo XXI (2013), las del Centro Isidro Cultural Fabela "Casa del Risco"(2003-2004, 2011, 2012, 2016), y el Centro Nacional de las Artes (2011), recintos situados en la Ciudad de México; la Galería Canal Street en Houston (2010) y el Instituto Cultural de México en San Antonio (2010), ambos en Texas; el Atrio de la Iglesia de San Francisco en el centro histórico de Ciudad de México (2009), el Museo Universitario Leopoldo Flores en Toluca (2009), el Centro Cultural Estación Indianilla en Ciudad de México (2008), el Museo Federico Silva en San Luis Potosí (2007), el Museo de Arte Contemporáneo de Yucatán en Mérida (2005), Museo de Arte Contemporáneo en Aguascalientes (1996); el Museo de Arte Carrillo Gil (1995), la Galería del Aeropuerto Internacional Benito Juárez  (1992/3),  la Galería López Quiroga (1988, 1991), el Museo Universitario del Chopo, instalaciones de la Ciudad de México (1991); el Centro Cultural Mexiquense en Toluca (1990), la Galería de Arte Mexicano en la capital de México (1982), Galería Swope en Los Ángeles (1982) y el Museo de Arte Moderno en Ciudad de México (1979).
De 2001 a 2006, Siegmann organizó y coordinó el proyecto artístico y ecológico llamó El Bosque/El Bosque en cuatro ciudades en México y cuatro en los Estados Unidos. Este proyecto era en colaboración con otros catorce escultores que crearon árboles de materiales de cualquier material distinto a la madera, para promover la reforestación.
En 2010 ganó el concurso Puertas. Caminos de la Justicia convocado para celebrar los 200 Años de la Suprema Corte de Justicia de la Nación .
Su trabajo se encuentra en las colecciones del Museo de Arte Moderno, la Universidad Autónoma Nacional de México, La rotonda de las Personas Ilustres en la Ciudad de México, el FEMSA colección en Monterrey, Museo Aldrich de Arte Contemporáneo en Connecticut, el Museo de Arte Contemporáneo en Morelia, el Museo Olin F. Featherstone en Roswell, Nuevo México, la Galería Whitken  en Nueva York, el Museo Yad Vashem de Jerusalén, la Congregación cubano-hebrea en Miami, la colección Pepsico en Nueva York, la Secretaría de Relaciones Exteriores de México, el Museo José Luis Cuevas en la Ciudad de México, y el Museo Reyes Meza de Nuevo Laredo. Su trabajo también ha aparecido en publicaciones como el Diccionario de escultura mexicana del Siglo XX (1984), Naomi Siegmann (1985), Art News (1992), México en el mundo de las colecciones de arte (1994), Colección Pago en Especie (1992–1993), Una visión de México y sus Artistas (2002) y Naomi Siegmann (2016).
Formó parte del Salón de la Plástica Mexicana.

## Arte
Siegmann empezó a tallar madera en los años 1970 y trabajó con este material durante aproximadamente veinte años. Tras recibir un diagnóstico de artiritis reumatoide que le dificultaba trabajar la madera, en la década de 1990 empezó a experimentar con metal,  y luego trabajando con desechos de moldes de una fábrica local junto con la artista española Inmaculada Abarca. El cambio no fue sólo incitado por su interés en otros materiales, sino también por su preocupación de que el uso de madera contribuyera a la deforestación. Desde ese tiempo trabajó con bronce, acero, papel y acrílico, y más recientemente con reciclados de hule, llantas. Mucho de su trabajo desde el 2000 tomando como tema a plantas y árboles, debido a  sus convicciones sobre la ecología y la supervivencia humana.
Al haberse desarrollado como artista en México, su trabajo está permeado por la cultura y los colores mexicanos, incluso los prehistóricos y prehispánicos. Muchas de sus obras representan objetos reales, cotidianos, puestos fuera de contexto para incitar al espectador a verlos de manera diferente. Sus trabajo ha sido llamado hiperrealista (aunque ella también lo llamó “realismo abstracto”), con la idea que a pesar de que son esculturas estáticas y rígidas, describen todo el movimiento y forma del objeto real. Por ejemplo, una toalla esculpida tendrá todos los pliegues de una real, pero no se mueve. En una serie llamada "Tendedero", cuelgan ropas indígenas mexicanas que parecen estar siendo movidas por una brisa que sopla.
Entrado el nuevo milenio desarrolló instalaciones escultóricas como "Realidad Alterada" (2011), un jardín realizado con hule de llantas reciclado, o "Lluvia de jacarandas" (2003), la representación de una lluvia de vainas de semillas de jacarandas, ambas de medidas adaptables a grandes espacios.
La mayoría de su trabajo es a escala natural, pero creó trabajos monumentales en acero y bronce, junto con un mural en el Auditorio Nacional de la Ciudad de México. Entre ellos se incluye un dinosaurio de acero soldado para el Papalote museo del niño, una pieza de acero para los jardines del Instituto Mt. Grey en Williamstown, Massachusetts, y obras abstractas de grandes dimensiones, superiores a los cinco metros, para la Universidad Autónoma Metropolitana Unidad Azcapotzalco y para el Hospital ABC en la Ciudad de México.